# Universidade Estadual do Tocantins
Universidade Estadual do Tocantins (Unitins) é uma instituição de ensino superior pública estadual, responsável também pelas pesquisas agropecuárias do estado, com sede localizada na cidade de Palmas, Tocantins, Brasil .
Em 2015, a instituição foi a que obteve o melhor desempenho no Exame da Ordem no estado do Tocantins, ultrapassando a UFT (detentora do título por anos consecutivos).

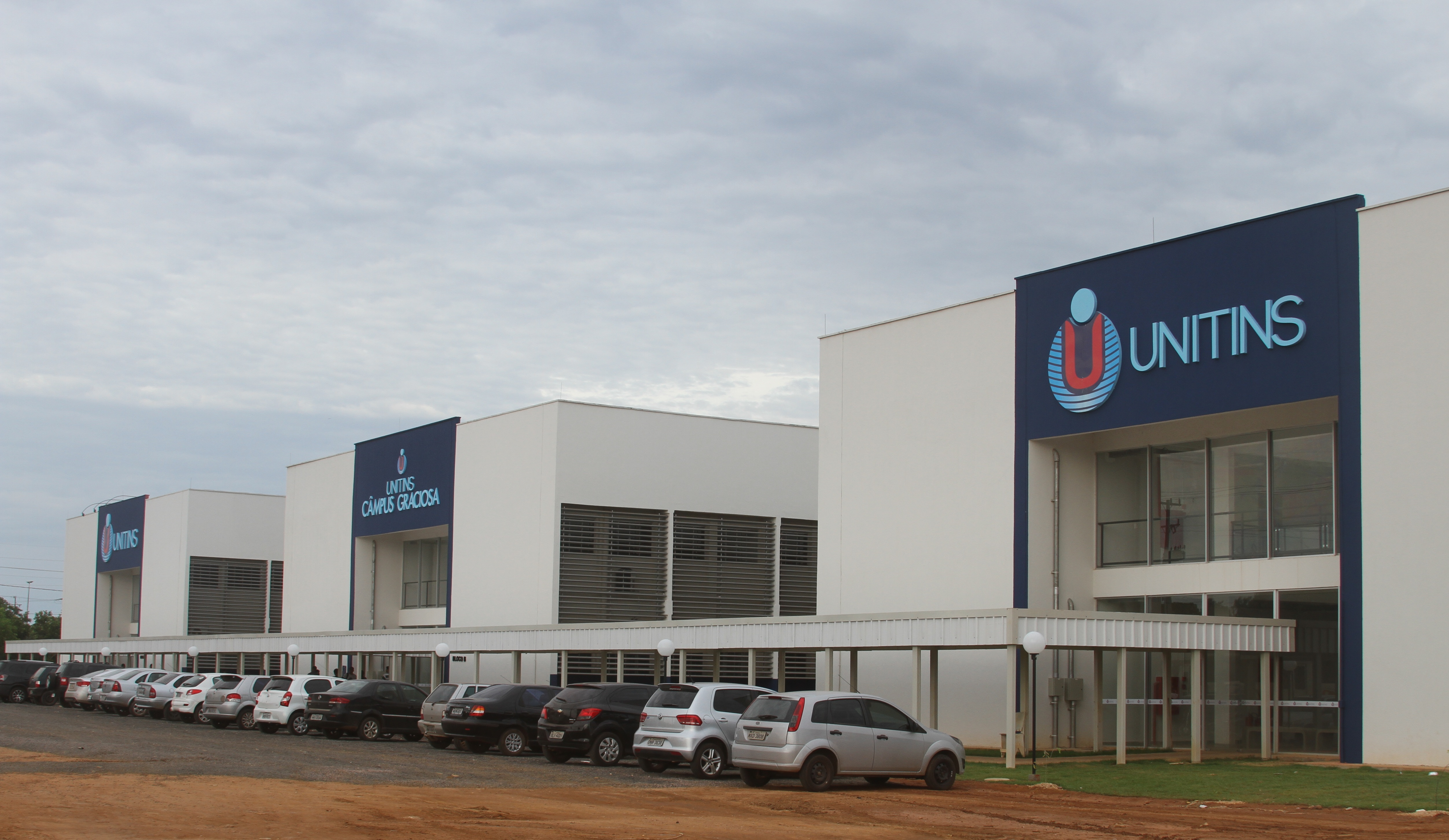
Câmpus Graciosa da Unitins, em Palmas/TO

## História
- 1990 - Criação da Universidade do Tocantins.
- 1991 - Primeiro concurso público para professores.
- 1996 - Criação da Fundação Universidade do Tocantins – Unitins.
- 2000 - Fundação Universidade do Tocantins se une e coexiste com a Unipalmas.
- 2003 - O setor de graduação é desvinculada e cria-se a Fundação Universidade Federal do Tocantins.
- 2004 - É extinta a Unipalmas.
- 2004 - É criada a Diretoria de Pesquisa Agropecuária - Unitinsagro/OEPA-TO.
- 2007 - Estrutura-se novamente os cursos de graduação presenciais.
- 2012 - Ocorre a reestruturação para formar a Universidade Estadual do Tocantins - Unitins.
- 2014 - Segundo concurso público para professores mestres e doutores.
- 2016 - A Fundação passa a ser Universidade Estadual do Tocantins - Unitins (Lei Estadual nº 3.124/2016[2], que transformou a Unitins em autarquia). Além disso, no dia 18 de maio é inaugurado o Câmpus Graciosa, marcando a nova fase de reestruturação da universidade.

## Graduação (presencial)
- Administração
- Ciências Contábeis
- Direito
- Enfermagem
- Engenharia Agronômica
- Letras
- Pedagogia
- Serviço Social
- Sistema de Informação
- Tecnologia em Gestão de Agronegócio

## Perfil Institucional
A Universidade Estadual do Tocantins adotou para a graduação, a pesquisa e a extensão, aspectos conceituais das novas abordagens da gestão e da difusão do conhecimento, das ciências gerenciais, das ciências cognitivas, das ciências da comunicação e ampliou a atuação nos campos das ciências agrárias ambientais para atender a coletivos sociais.
A Unitins afirma a tradição pluralista e acolhedora de diferentes filosofias e convicções, estimulando o diálogo e a interdisciplinaridade de seus pares e comunidades. Isso se apoia na sua natureza cultural, científica e educacional e se expressa no ensino, na pesquisa e na extensão universitária, integrados à formação técnico-profissional, difusão da cultura e criação filosófica, científica, artística e tecnológica, de acordo com os incisos do art. 3º, no Capítulo I, do Estatuto Constitutivo da UNITINS:
I. A promoção do desenvolvimento harmônico e integrado da comunidade do estado do Tocantins;
II. A geração, a promoção, a preservação e a difusão da cultura, estimulando o acesso do povo aos bens e aos valores culturais;
III. O avanço da tecnologia para o desenvolvimento das potencialidades do Estado e de seu povo;
IV. O apoio técnico à implantação de empreendimentos lastreados no aproveitamento de recursos naturais;
V. A capacitação e o aperfeiçoamento de professores e pesquisadores universitários;
VI. O fomento e a prestação de serviços de ensino, pesquisa e extensão voltados para o desenvolvimento de métodos e processos de educação e capacitação;
VII. A formulação e a execução de programas de desenvolvimento especial de ensino nos seus diversos níveis, abrangendo cursos regulares, de pós-graduação, supletivos, telepresenciais, modulares a distância ou em regime especial, decorrentes de exigências ou demandas do planejamento estadual ou regional.

## Missão
Produzir, difundir e socializar cooperativamente conhecimentos científico, tecnológico e cultural para a contribuição do desenvolvimento e do progresso das múltiplas comunidades presentes nos espaços tocantinense e da Amazônia Legal.

## Objetivos e metas da instituição
- Promover o desenvolvimento das culturas, da ciência, da tecnologia e das artes, por meio do cultivo do espírito livre, autônomo, criativo dos acadêmicos, dos docentes e dos funcionários como exemplo de uma universidade promotora da sociedade livre, solidária, democrática e equitativa.
- Proporcionar oportunidade de acesso à formação integral acadêmica a todos os brasileiros, organizados em distintas comunidades, representações e diversidades geracionais, gênero e necessidades especiais físico-neuromotoras.
- Vincular a investigação científica às áreas de maior interesse nacional e regional, de modo que se complementem com o trabalho impulsionado pelas diferentes pró-reitorias, diretorias, coordenações, colegiados de cursos e núcleos existentes no seio institucional.
- Contribuir para o desenvolvimento cultural e tecnológico das sociedades regional e nacional por meio de programas e projetos de extensão e pesquisa, a fim de estreitar, de forma permanente, o vínculo da universidade com as demandas sociais.
- Fomentar a difusão de novos conhecimentos e processos de ensino, pesquisa, extensão, potencializando competências e habilidades humanas.
- Participar na elaboração e na avaliação dos impactos de políticas públicas para o desenvolvimento regional, econômico, social e político, formando profissionais cidadãos.

## Pró-Reitorias
A Universidade do Tocantins está organizada em quatro pró-reitorias, cada uma voltada para uma área específica da universidade:
- Administração e Finanças;
- Graduação;
- Extensão;
- Pesquisa e Pós-Graduação.

## Conselhos Superiores
A Universidade do Tocantins possui dois conselhos superiores:
- Conselho de Ensino, Pesquisa e Extensão (CONSEPE);
- Conselho Universitário (CONSUNI).

## Centros de Pesquisa
- Complexo de Ciências Agrárias - CCA  :

O CCA ocupa uma área de 27 hectares e está localizado no Centro Agrotecnológico de Palmas, na todovia TO-050, km 23, estrada vicinal km 08, zona rural no município de Palmas-TO. O CCA foi inaugurado em 12 de abril de 2004 por meio de um acordo de cooperação entre a Seagro e a Unitins, o qual visa à cooperação mútua em ações conjuntas para coordenar a pesquisa agropecuária do estado do Tocantins e atividades afins e tem como objetivo tornar um centro de referência em ensino, pesquisa, capacitação e transferência de tecnologias.
Visando a melhoria para o desenvolvimento da pesquisa agropecuária e ambiental foi construída a Central Analítica de Pesquisa Agroambiental (Cepam). Situada no Complexo de Ciências Agrárias, a Cepam conta com uma área física de 1.985m² que abriga 13 laboratórios; 14 salas para pesquisadores; 1 sala de diretoria, 4 salas de coordenação, 1 sala de reunião, 1 sala para técnicos, 1 sala de socioeconomia, 1 sala de modelagem e 1 sala de editoração. Além da disso, possui mais três blocos e unidades isoladas de laboratórios.
A infraestrutura laboratorial e de campo do CCA tem permitido atender 20 disciplinas do curso de Engenharia Agronômica, além de agricultores familiares, produtores rurais, projetos de pesquisas nas áreas de ciências agrárias e ambientais (PIBIC, CNPq, Funpex/Unitins, UFT, Embrapa) e atividades de Ensino e Extensão (Unitins, Seagro, Ruraltins, Embrapa e Asociações de produtores) do Estado do Tocantins
- Centro Agroambiental da Várzeas - CPAV :

O CPAV (antiga Estação Experimental do Projeto Rio Formoso - EEPRF) localiza-se no município de Formoso do Araguaia-TO e foi incorporado ao patrimônio da Unitins a partir de 1992. A 36 km da cidade de Formoso do Araguaia, o CPAV possui uma área total de 157 ha, dividido em duas áreas: sede administrativa e campo experimental. 
O CPAV é um espaço reservado para o desenvolvimento de pesquisas, validações de tecnologias, produção e grãos/sementes, estágios para estudantes de colégios agrícolas, faculdades de Agronomia, Engenharia Agrícola, Engenharia Ambiental, treinamentos para técnicos, agricultores na região da várzea tropical.
• Sede administrativa 12 ha: composta por um galpão de máquinas conjugado com almoxarifado, oficina, armazém de insumos agrícolas e escritório administrativo; um alojamento com capacidade de até 25 pessoas, um laboratório de fitotecnia; um restaurante para funcionários e estudantes, uma casa para professores e pesquisadores; uma casa para funcionários; uma casa para estudantes-estagiários.
• Área de produção e de pesquisa 145 ha: totalmente sistematizada para a produção e pesquisa para cultivo de arroz irrigado por inundação no período da safra, sendo explorada na entressafra com outras culturas (soja, milho, girassol, melancia, tomate, etc.), por meio do sistema de subirrigação (elevação do lençol freático). São desenvolvidas pesquisas com arroz irrigado nas áreas de melhoramento e manejo além do melhoramento de soja e feijão na entressafra.
- Laboratório de Referência Animal (LARA):

O LARA, situado em Araguaína-TO, é um complexo laboratorial destinado a realização de análises nas áreas de bacteriologia, imunologia, sorologia, virologia e biotecnologia, além de fazer 18 diferentes exames, como tuberculose; anemia infecciosa equina e raiva; suporte técnico para execução de programas de sanidade animal; promove a capacitação de profissionais; contribui através do conhecimento científico e tecnológico para desenvolvimento da pecuária no Tocantins.